# Ronde van Picardië 2011
De Ronde van Picardië is een driedaagse wielerwedstrijd gehouden in de Franse streek Picardië. De editie van 2011 werd gereden op 13, 14 en 15 mei.

## Deelnemende ploegen
| Ploeg                        | Land             |
| ---------------------------- | ---------------- |
| Vacansoleil Pro Cycling Team | Nederland        |
| Française des Jeux           | Frankrijk        |
| Verandas Willems-Accent      | België           |
| AG2R-La Mondiale             | Frankrijk        |
| Skil-Shimano                 | Nederland        |
| Omega Pharma-Lotto           | België           |
| Quick Step                   | België           |
| Cofidis                      | Frankrijk        |
| Team Sky                     | Groot-Brittannië |
| Team Katjoesja               | Rusland          |
| Team Garmin-Cervélo          | Verenigde Staten |
| Team Europcar                | Frankrijk        |
| Saur-Sojasun                 | Frankrijk        |
| Topsport Vlaanderen-Mercator | België           |
| BigMat-Auber 93              | Frankrijk        |
| Roubaix-Lille Métropole      | Frankrijk        |
| Landbouwkrediet - Colnago    | België           |
| Bretagne-Schuller            | Frankrijk        |

## Uitslagen

### Etappes
| No. | Etappe                               | Afstand  | Winnaar             | 2e plaats       | 3e plaats      |
| --- | ------------------------------------ | -------- | ------------------- | --------------- | -------------- |
| 1   | Abbeville - La Neuville-en-Hez       | 162,0 km | Egidijus Juodvalkis | Kenny Dehaes    | Martin Elmiger |
| 2   | Villers-Saint-Paul - Château-Thierry | 166,5 km | Romain Feillu       | Saïd Haddou     | Mathieu Drujon |
| 3   | Charly-sur-Marne - Charly-sur-Marne  | 189,5 km | Jimmy Casper        | Filippo Pozzato | Romain Feillu  |

### Klassementen
Algemeen klassement 
| Nr | Naam                | Ploeg                        | Tijd/Verschil |
| -- | ------------------- | ---------------------------- | ------------- |
| 1  | Romain Feillu       | Vacansoleil Pro Cycling Team | 12h 01' 00"   |
| 2  | Kenny Dehaes        | Omega Pharma-Lotto           | + 00' 08"     |
| 3  | Filippo Pozzato     | Team Katjoesja               | + 00' 08"     |
| 4  | Mathieu Drujon      | BigMat-Auber 93              | + 00' 08"     |
| 5  | Egidijus Juodvalkis | Landbouwkrediet - Colnago    | + 00' 10"     |
| 6  | Rony Martias        | Saur-Sojasun                 | + 00' 13"     |
| 7  | Mickaël Delage      | Française des Jeux           | + 00' 13"     |
| 8  | Jean Luc Delpech    | Bretagne-Schuller            | + 00' 14"     |
| 9  | Jeremie Galland     | Saur-Sojasun                 | + 00' 14"     |
| 10 | Gabriel Rasch       | Team Garmin-Cervélo          | + 00' 14"     |

Puntenklassement 
| Nr | Naam            | Ploeg                        | Punten |
| -- | --------------- | ---------------------------- | ------ |
| 1  | Kenny Dehaes    | Omega Pharma-Lotto           | 46     |
| 2  | Romain Feillu   | Vacansoleil Pro Cycling Team | 45     |
| 3  | Filippo Pozzato | Team Katjoesja               | 41     |

Bergklassement 
| Nr | Naam              | Ploeg                   | Punten |
| -- | ----------------- | ----------------------- | ------ |
| 1  | Johan Le Bon      | Bretagne-Schuller       | 20     |
| 2  | Mathieu Halleguen | Bretagne-Schuller       | 9      |
| 3  | Benoit Daeninck   | Roubaix-Lille Métropole | 8      |

Ploegenklassement 
| Nr | Naam              | Tijd/verschil |
| -- | ----------------- | ------------- |
| 1  | Saur-Sojasun      | 36h 03' 42"   |
| 2  | BigMat-Auber 93   | + 00' 07"     |
| 3  | Bretagne-Schuller | + 00' 07"     |

2000 · 2001 · 2002 · 2003 · 2004 · 2005 · 2006 · 2007 · 2008 · 2009 · 2010 · 2011 · 2012 · 2013 · 2014 · 2015 · 2016